# الجامع الكبير (ذمار)
الجامع الكبير في مدينة ذمار هو أحد أقدم المساجد التاريخية، ويعد ثالث مسجد بني في اليمن، بني في أوائل القرن الهجري الأول، وتختلف المصادر التاريخية في تحديد تاريخ بناه بشكل دقيق يرجع البعض بناه إلى عهد النبي محمد ويرجع البعض بناه إلى عهد الخليفة الأول أبو بكر الصديق المُتوفّى سنة 13 هجرية. يقع المسجد في حي الحوطة في مدينة ذمار.

## التاريخ
تشير معظم الداراسات والروايات التاريخية إلى بناء معاذ بن جبل لجامع ذمار عندما بعثه النبي محمد لتعليم أهل اليمن الإسلام، بينما يعتقد العامة في مدينة ذمار أن دحية الكلبي من قام ببناء الجامع.
في عام 1990 افتتاح الجامع الكبير في ذمار بعد إعادة بنائه بسبب تأثره بزلزال ذمار 1982.